# Aeroportul Municipal Webster City
Aeroportul Municipal Webster City (IATA: EBS, ICAO: KEBS, FAA LID: EBS) este un aeroport din Iowa, Statele Unite ale Americii ce deservește zona Webster City⁠(d). A fost numit după zona deservită.
Situat la o altitudine de 342 m, aeroportul dispune de 2 piste.

## Infrastructură

### Piste
Aeroportul dispune de 2 piste. Pista 05/23 are suprafața de Iarbă și dimensiunile 2.663 picioare × 90 picioare. Pista 14/32 are suprafața de beton și dimensiunile 3.851 picioare × 75 picioare. 